# Gettin' It (Album Number Ten)
Gettin' It (Album Number Ten) — сьомий студійний альбом американського репера Too Short, десятий повноформатний реліз у кар'єрі виконавця (якщо враховувати міні-альбоми). Після виходу платівки репер на деякий час призупинив свою музичну діяльність.
Альбом посів 5-ту сходинку чарту Billboard 200 та 1-ше місце чарту Top R&B/Hip-Hop Albums. RIAA надала релізу платиновий статус.

## Список пісень
| #   | Назва                                                                           | Тривалість |
| --- | ------------------------------------------------------------------------------- | ---------- |
| 1.  | «Gettin' It» (з участю Parliament-Funkadelic)                                   | 5:41       |
| 2.  | «Survivin' the Game»                                                            | 5:00       |
| 3.  | «That's Why»                                                                    | 5:21       |
| 4.  | «Bad Ways» (з участю Stud, Murda One та Joe Riz)                                | 4:56       |
| 5.  | «Fuck My Car» (з участю MC Breed)                                               | 4:48       |
| 6.  | «Take My Bitch»                                                                 | 3:35       |
| 7.  | «Buy You Some» (з участю Erick Sermon, MC Breed та Kool-Ace)                    | 5:15       |
| 8.  | «Pimp Me» (з участю Goldy, Kool-Ace, Sir Captain та Reel Tight)                 | 5:44       |
| 9.  | «Baby D»                                                                        | 1:58       |
| 10. | «Nasty Rhymes»                                                                  | 3:46       |
| 11. | «Never Talk Down» (з участю Rappin' 4-Tay та MC Breed)                          | 5:11       |
| 12. | «I Must Confess» (з участю Reel Tight)                                          | 4:15       |
| 13. | «So Watcha Sayin'»                                                              | 2:54       |
| 14. | «I've Been Watching You (Move Your Sexy Body)» (з участю Parliament-Funkadelic) | 7:30       |

## Семпли
- «Bad Ways»
  - «Flash Light» у вик. Parliament
- «Fuck My Car»
  - «School Boy Crush» у вик. Average White Band
- «Gettin' It»
  - «I'd Rather Be with You» у вик. Bootsy's Rubber Band

## Чартові позиції

### Альбому
| Чарт                      | Найвища позиція |
| ------------------------- | --------------- |
| США                       | 3               |
| US Top R&B/Hip-Hop Albums | 1               |

### Синглу
«Gettin It»
| Чарт                                | Найвища позиція |
| ----------------------------------- | --------------- |
| US Billboard Hot 100                | 68              |
| US Hot Rap Singles                  | 9               |
| US Hot R&B/Hip-Hop Singles & Tracks | 49              |
| US Rhythmic Top 40                  | 35              |